# Аденантера павлинья
Аденантера павлинья,  (лат. Adenanthēra pavonīna) — растение, вид рода Adenanthera семейства Бобовые (Fabaceae), подсемейства Мимозовые.

## Ботаническое описание
Лиственное дерево до 15—25 метров, с бледно-серой и довольно гладкой корой, с крупными перистосложными листьями, овально-продолговатыми тёмно-зелёными голыми листочками на коротких черешках (25—30 мм). 
Растение имеет мелкие бледно-жёлтые цветки в форме звезды, имеющие 5 лепестков, сросшихся у основания, и 5 чашелистиков, 10 тычинок, собранные в колосовидные соцветия. У этих цветков весьма ощутимый аромат, напоминающий запах цветков цитрусовых культур. 
Плоды — длинные (15—22 см), узкие (1—2 см) серповидные бобы с небольшими перетяжками, раскрывающиеся и скручивающиеся ещё на ветвях дерева и разбрасывающие алые семена, эллиптические (5—8 мм), очень жёсткие и блестящие.

## Распространение и среда обитания
Происходит из Юго-Восточной Азии (Индия) и Австралии, используется в лесовосстановлении, в городах — в качестве декоративного растения, а в сельских местностях — в качестве корма для скота (Корреа, 1978; Akkasaeng, 1989). Было введено в культуру в следующих странах Северной и Южной Америки: Бразилия (во всех штатах, но особенно в районах Каатинга), Коста-Рика, Гондурас, Куба, Ямайка, Пуэрто-Рико, Тринидад и Тобаго, Венесуэла и США (особенно в южной Флориде).

## Прочие сведения
В Индии бытует легенда, что семена аденантеры павлиньей могут быть волшебными. Если разломить волшебное семечко пополам, то внутри можно увидеть изображения двенадцати слонов. Поэтому в Индии это растение называют деревом удачи (кунда-мани). Красивые блестящие семена на северо-востоке Бразилии используются для изготовления ожерелий и других красочных поделок, где местные жители часто ошибочно считают эти семена принадлежащими другому дереву — цезальпинии ежовой (Caesalpinia echinata), известному также под именем пау-бразил, по которому получило своё название Бразилия. У близкого вида — аденантеры двухцветной (Adenanthera bicolor), растущей на острове Цейлон (Шри-Ланка), — семена также красные, но на них имеется дополнительно контрастное чёрное пятно.

## Местные названия растения в разных странах
Растение называют «красным сандалом», красным сандаловым деревом (англ. Red sandal wood), однако это название также может относиться и к другим деревьям, имеющим красную древесину — сандаловому дереву (Pterocarpus santalinus) и цезальпинии ежовой (Caesalpinia echinata).
В Бразилии в некоторых местах дерево называют Piriquiti, olho-de-pombo (глаз голубя), olho-de-dragão (глаз дракона) и Carolina. В других странах популярными названиями дерева являются: Коралловая Акация, Бисерное дерево, Черкесские семена, Растительный коралл, Коралл Вуд, Coralitos, Deleite, Delicia, Dilmawi, Graine-réglisse, Jumbi, L'Église, Peronías, Peonia, Peonia Extranjera, Красное бисерное дерево, Arbre à réglisse, гордость Барбадоса, цветок-Павлин, Сага, Manchadi.
В штате Керала (на юго-западе Индии), где деревья этого вида встречаются в изобилии, семена называются Manjadi.
По информации базы данных The Plant List (2013), в синонимику вида входят следующие названия:
- Adenanthera gersenii Scheff.
- Adenanthera polita Miq.
- Corallaria parvifolia Rumph.

## Использование
Хотя деревесина является чрезвычайно трудно обрабатываемой, но все же имеет потенциал для использования в качестве топлива и изготовление мебели. Древесина — очень красивая, красная, да к тому же очень прочная, поэтому из неё изготавливают дорогостоящую мебель и декоративные поделки. Считается, что это дерево обладает способностью к азотофиксации, оно имеет симбиотические отношения с некоторыми бактериями в почве, эти бактерии образуют узелки на корнях и фиксируют атмосферный азот, который используется в растущем растении, но также может быть использован другими растениями, растущими рядом. Дерево в некоторых странах выращивается на корм животных, известно и как лекарственное растение. В отварном виде могут употребляться листья и семена, которые после варки теряют токсичность. Семена издавна являются символом любви в Китае, и их название на китайском языке xiang si dou (кит. 相思豆), или «фасоль взаимной любви». Красота семян привела к их использованию для изготовления бус и других ювелирных изделий. Известный ботаник Edred. J. H. Corner утверждает, что в Индии семена использовались в качестве единицы веса для мелких мер, золота на протяжении всей истории, потому что семена, как известно, практически идентичны по весу (0,26 г). При отсутствии более доступного сырья может использоваться для изготовления мыла, а из древесины может быть получен красный краситель.
Дерево быстрорастущее, с привлекательной, раскидистой кроной, которая делает его пригодным для затенения и для декоративных целей в больших садах или парках. Тем не менее, оно также известно по производству большого количества мусора в виде листьев, веток и особенно кудрявых, после созревания стручков, которые вскрываются уже на ветке и разбрасывают свои семена, прежде чем сами падают на землю.
В традиционной медицине отвар из молодых листьев и коры Adenanthera pavonina используется для лечения диареи. Кроме того, молотые семена используются для лечения воспаления. Предварительные научные исследования поддерживают эти традиционные виды использования. Исследования In vitro показывают, что экстракт листьев Adenanthera pavonina обладает антибактериальной активностью в отношении желудочно-кишечного возбудителя Campylobacter jejuni. Показано, что высокие дозы экстракта семян имеют противовоспалительное, гипогликемическое, гиполипидемическое действие в исследованиях на крысах и мышах.

## Химические компоненты
Аденантера павлинья является источником алифатических натуральных продуктов (O-ацетилэтаноламин и 1-октакозанол), углеводов (галактит), простых ароматических натуральных продуктов (2,4-дигидроксибензойная кислота), флавоноидов (ампелопсин, бутеин, дигидроробинетин, робинетин), терпеноидов (эхиноцистиковая кислота (C30H48O4) и карофиллин), стероидов (даукостерол, β-ситостерин, стигмастерин), аминокислот, пептидов (γ-метиленглутамин, (4E)-2-амино-4-этилиден-пентадиоевая кислота (С7Н11NO4)) и алкалоидов.

## Комментарии

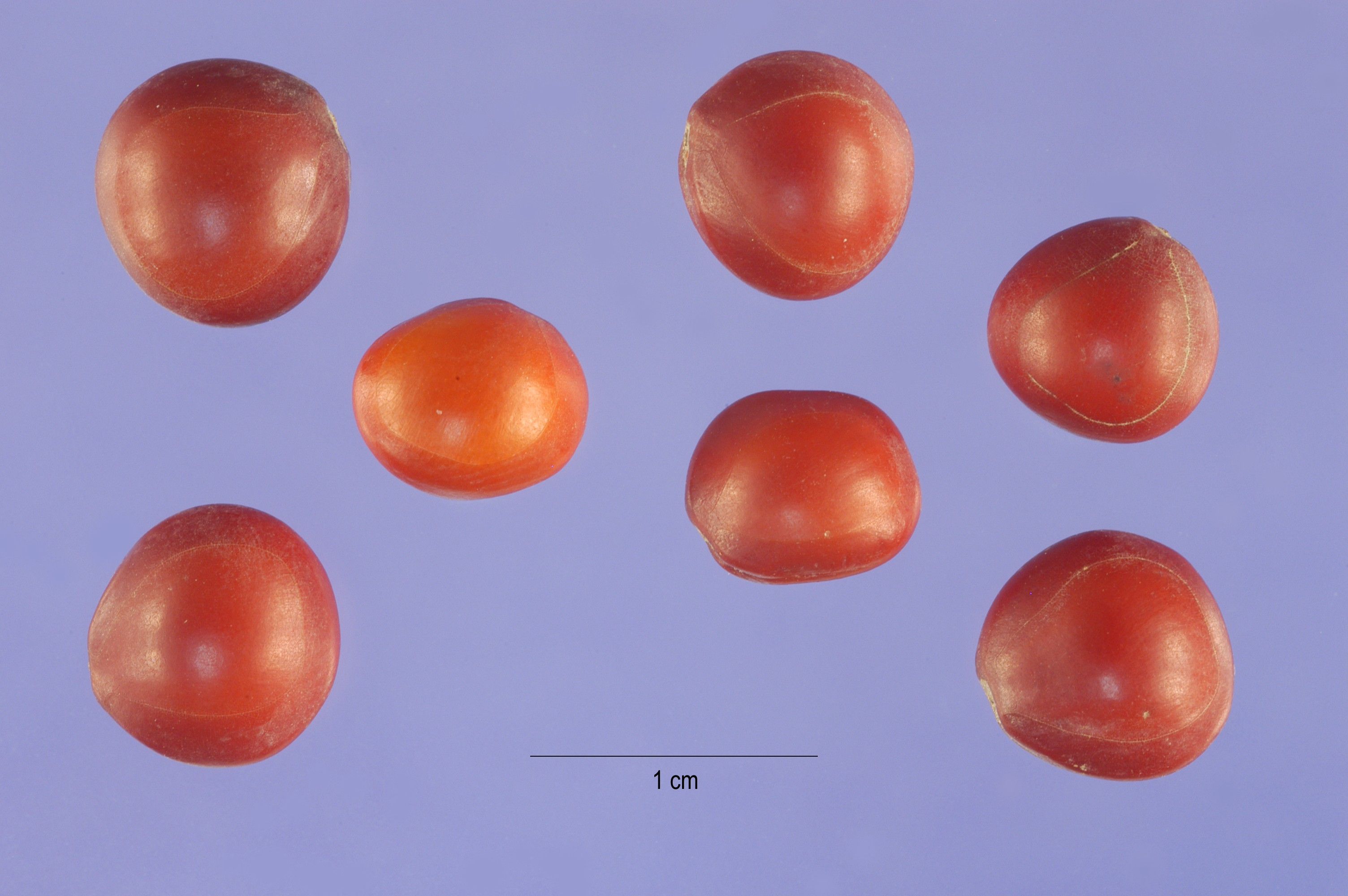
Семена

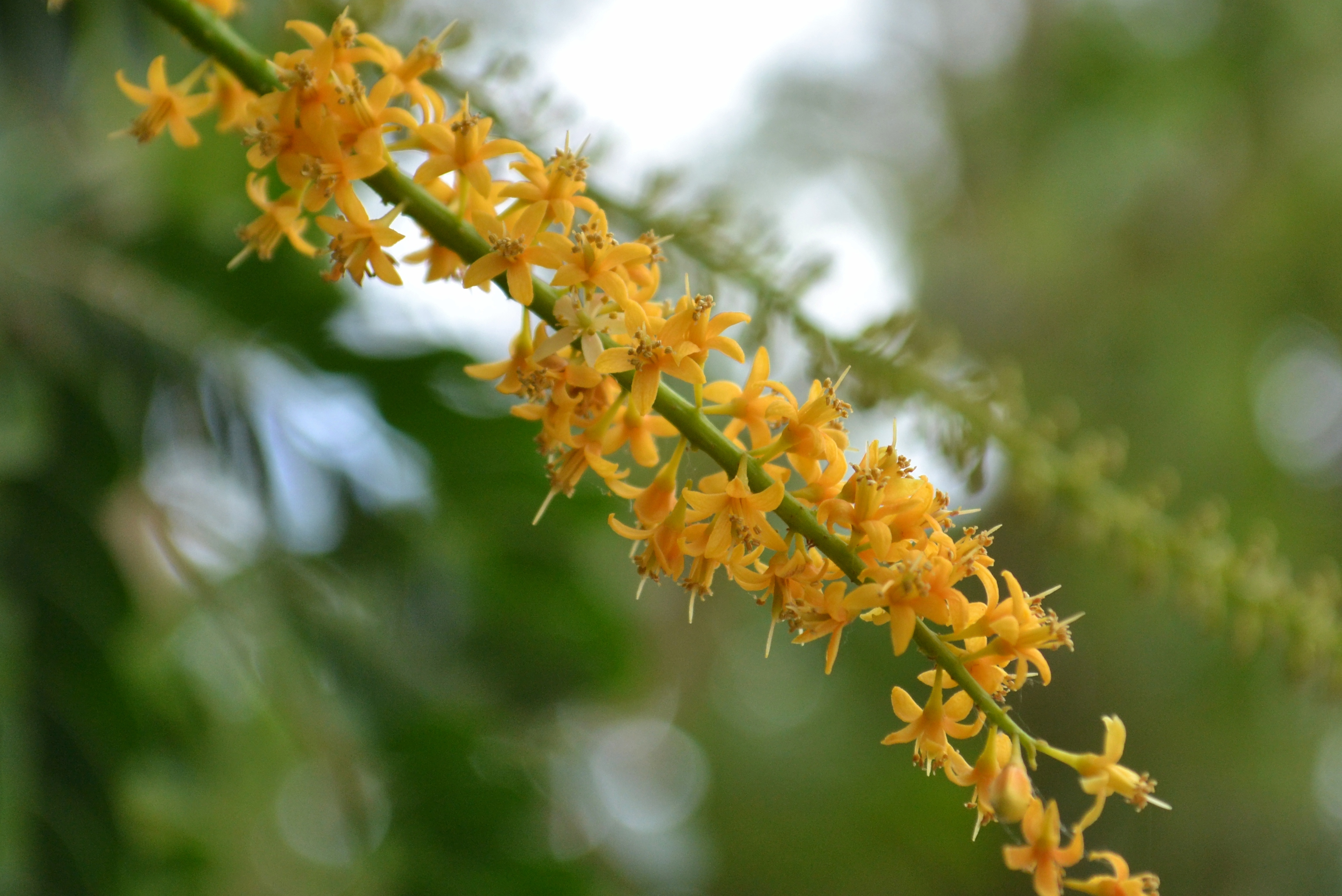
Соцветие

1. ↑  В «Словаре названий растений» Шрётера и Панасюка для этого вида также указаны русские названия «фернамбук» и «парнамбук»[4], однако это, возможно, ошибка, поскольку в других источниках подтверждения этой информации нет, а под названиями «фернамбуковое дерево» и «пернамбуковое дерево» известно другое растение, Цезальпиния ежовая (Caesalpinia echinata)[5]